# Rosa Inés
Madre Rosa Inés (León, 1914 - Diriamba, 1998) su nombre de nacimiento fue Piedad Medrano Matus  fue una religiosa pionera en la poesía mística nicaragüense, perteneció a la congregación de las Religiosas de la Asunción.

## Biografía
Piedad Medrano Matus nació en León, en el año de 1914. Hija del poeta Antonio Medrano y doña Inés Matus de Medrano. Estudio en el Colegio de la Asunción, después de bachillerarse ingresó a la congregación de las asuncionistas, como religiosa tomó el nombre de Rosa Inés. Escritora de poesía mística. Según Francisco Arellano Oviedo los poemas de esta religiosa están inspirados en  “los misterios de la fe católica tiene como fuente de inspiración las Sagradas Escrituras y como vivencia su vida religiosa”.

### Escritos
- Del Amor que me cautiva (1998).